# Orkanger/Fannrem
Orkanger/Fannrem är en tätort i Orklands kommun, Trøndelag fylke, Norge. Tätorten består av kommunens centralort Orkanger och den med denna sammanväxta orten Fannrem. Den är belägen cirka 42 kilometer sydväst om centrala Trondheim. 

## Kända personer

### Fannrem
- Are Traasdahl, IT-miljardär.[3]